# Aeroportul Mornington Island
Aeroportul Mornington Island (IATA: ONG, ICAO: YMTI) este un aeroport din Queensland, Australia ce deservește zona Mornington Island⁠(d). Aeroportul a fost tranzitat în 2022 de 9.922 de pasageri.
Situat la o altitudine de 8 m, aeroportul dispune de o singură pistă. Este operat de Shire of Mornington⁠(d).